# Leon Cave
Leon Cave (Northwich, 24 settembre 1978) è un batterista britannico, dal 2013 componente della rock band inglese Status Quo.

## Biografia
Grande fan degli Status Quo fin da ragazzo, coltivò lo studio della batteria, strumento che iniziò a suonare all'età di cinque anni; Fondò anche una sua band, i Crane Brothers, attivi sin dai primi anni duemila.
Nel 2013 entrò a far parte della storica band britannica Status Quo, celebre a livello internazionale, in sostituzione di Matt Letley. Ha collaborato inoltre con Francis Rossi (negli album come solista), e con Bonnie Tyler.

## Lo stile
Di impostazione blues rock, ha uno stile che può essere in parte paragonato a quello del suo predecessore negli Status Quo.

## Discografia

### Solista
- 2021 - Issues n.1

### Con i Crane Brothers
- 2008 - Don't Wait

### Con gli Status Quo
- 2014 – Aquostic (Stripped Bare)
- 2016 – Aquostic II - That's a Fact!
- 2019 - Backbone

### Con Francis Rossi
- 2010 - One Step at a Time

### Con Bonnie Tyler
- 2019 - Between the Earth and the Stars
- 2021 - The Best Is Yet to come